# The Return of the Gangsta
The Return of the Gangsta – szósty studyjny album amerykańskiego rapera Coolio. Został wydany 16 października, 2006 roku. Singlem promującym album był utwór „Gangsta Walk” z udziałem Snoop Dogga.

## Lista utworów
1. „Intro”
2. „Let It Go”
3. „Gangsta Walk” (feat. Snoop Dogg, Gangsta-Lu)
4. „Do It” (feat. Goast)
5. „Drop Something” (feat. Brasa)
6. „Bloops”
7. „Make Money” (feat. Gangsta-Lu)
8. „Lady & Gangsta” (feat. K-La)
9. „Daddy’s Song” (feat. Artisha)
10. „One More Night” (feat. L.V.)
11. „LooseMobile”
12. „Dip It” (feat. Gangsta-Lu)
13. „Keep on Dancing”
14. „187% WRPM”
15. „Keep It Gangsta”
16. „They Don’t Know”
17. „West Coast Anthem”
18. „Hear me Now” (Japan Only Bonus Track)
19. „Outro”